# Limnodriloides gossensis
Limnodriloides gossensis är en ringmaskart som beskrevs av Erséus 1997. Limnodriloides gossensis ingår i släktet Limnodriloides och familjen glattmaskar. Inga underarter finns listade i Catalogue of Life.